# Une certaine femme

Une certaine femme (That Certain Woman) est un film américain réalisé par Edmund Goulding, sorti en 1937.

## Synopsis
Mary Donnell est une très jeune femme, vive, intelligente, secrétaire d'un grand avocat L. Rogers, visiblement amoureux d'elle. À 15 ans elle a épousé un gangster notoire, assassiné lors de la Nuit de la Saint-Valentin, ce passé de veuve d'un mafieux la poursuit.Elle accepte cependant d'épouser un fils de famille, Jack Merrick, enfant gâté, à condition qu'il renonce au jeu, à l'alcool et se mette au travail. Mais Merrick père fait casser le mariage. Mary donne naissance à un fils, Jack jr, Jack se marie à une riche héritière, Flip. Alors que Rogers meurt en laissant à Mary une grosse fortune, Jack et Flip ont un grave accident qui laisse la jeune femme infirme. Jack Jr a 4 ans quand son père fait sa connaissance et avoue à Mary n'avoir jamais cessé de l'aimer. Cette fois il tient tête à son père et se prépare à quitter Flip. Mais Mary fait la connaissance de celle-ci, renonce à Jack et confie son fils à son père. Brisée, elle voyage un an à travers le monde quand elle apprend le décès de Flip. Jack, leur fils et elle vont pouvoir se retrouver.

## Fiche technique
- Titre : Une certaine femme
- Titre original : That Certain Woman
- Réalisation : Edmund Goulding
- Scénario : Edmund Goulding
- Production : Hal B. Wallis, Jack L. Warner et Robert Lord (producteur associé)
- Société de production : Warner Bros. Pictures
- Photographie : Ernest Haller
- Montage : Jack Killifer
- Musique : Max Steiner
- Direction artistique : Max Parker
- Costumes : Orry-Kelly
- Pays d'origine : États-Unis
- Format : Noir et blanc - Mono (Vitaphone)
- Genre : Mélodrame
- Durée : 93 minutes
- Date de sortie : 15 septembre 1937 New York (USA)

## Distribution
- Bette Davis : Mary Donnell/Mme Al Haines
- Henry Fonda : Jack V. Merrick, Jr.
- Anita Louise : Florence 'Flip' Carson Merrick
- Ian Hunter : Lloyd Rogers
- Donald Crisp : Jack V. Merrick Sr.
- Hugh O'Connell : Reporter Virgil Whitaker
- Katharine Alexander : Mme Lloyd Rogers
- Mary Philips : Amy
- Minor Watson : Clark Tilden
- Sidney Toler : Détective Lieutenant Neely
- Charles Trowbridge : Dr. 'Doc' James

Acteurs non crédités
- Stuart Holmes : Stuart, partenaire de Rogers
- Willard Parker : Un reporter
- Emmett Vogan : Tilden

## Autour du film
- Une certaine femme est le remake d’un film d'Edmund Goulding, L'Intruse, réalisé en 1929 avec Gloria Swanson dans le rôle principal.